# Орич
Орич (итал. Villa Orizzi) је насељено место у Истарској жупанији, Република Хрватска. Административно је у саставу општине Пићан.

## Географија
Насељље се налази источном делу Истре 12 км југоисточно од Пазина и 5 км југозападно од средишта општине Пићан.

## Историја
До територијалне реорганизације у Хрватској налазило се у саставу старе општине Лабин.

## Становништво
Према попису становништва из 2011. године у насељу Оричи било је 150 становника који су живели у 47 породичних домаћинстава.
Кретање броја становника по пописима 1857—2001.
| година пописа   | 1857. | 1869. | 1880. | 1890. | 1900. | 1910. | 1921. | 1931. | 1948. | 1953. | 1961. | 1971. | 1981. | 1991. | 2001. | 2011. |
| Број становника | 0     | 0     | 203   | 230   | 251   | 256   | 0     | 0     | 308   | 300   | 264   | 222   | 206   | 187   | 149   | 150   |

Напомена: У 1857. 1869. 1921. i 1931. подаци су садржани у насељу Пићан, као део података 1880. До 1960 исказивано под именом Орић